# Dennis Krause
Dennis Krause (* 3. November 1987 in Lörrach) ist ein deutscher Handballspieler. Er ist 2,03 m groß und wiegt 107 kg. Krause, der für den HSC Kreuzlingen spielt, wird meist im linken Rückraum eingesetzt.

## Karriere
Dennis Krause begann beim ESV Weil am Rhein mit dem Handballspiel, bevor er im Alter von 15 Jahren für die Talentschmiede des SC Magdeburg gesichtet wurde. Mit den Elbstädtern wurde er als Kapitän deutscher A-Jugendmeister, 2006 wechselte das Talent in die 2. Handball-Bundesliga zum SV Anhalt Bernburg. Nach nur einem Jahr kehrte er bereits zurück nach Magdeburg, diesmal aber zur ersten Herrenmannschaft, den SC Magdeburg Gladiators. Von 2011 bis 2013 lief er für den VfL Gummersbach auf. Mit diesem erreichte er das Finale des EHF-Cup gegen die Flensburg-Handewitt.
Krause wechselte zur Saison 2013/14 zur HSG Wetzlar.
Zur Saison 2014/2015 wechselte Krause in die Vereinigten Arabischen Emirate zum Al Ain Club. In dieser Saison wurde Krause bester Torschütze der Liga. Zur Saison 2015/2016 schloss sich Krause dem Sheik Club Al-Ahli Dubai an und gewann den UAE CUP mit seiner Mannschaft. Von 2018 bis 2022 spielte er für den Schweizer Klub RTV 1879 Basel. Seit 2022 spielt er Krause für den Aufsteiger HSC Kreuzlingen.
Mit der deutschen U21-Juniorennationalmannschaft wurde er 2006 Europameister und 2007 Vize-Weltmeister.